# L5 (Band)
L5 ist eine französische Girlgroup, die durch die Sendung Popstars gecastet wurde.

## Bandgeschichte
L5 entstand aus der ersten französischen Version des Gesangwettbewerbs Popstars, vom Sender M6 ausgestrahlt seit dem 20. September 2001.
Die Castings fanden in Nantes, Montpellier, Lyon, Straßburg und Paris statt. Am 8. November 2001 wurden die vorläufigen Siegerinnen bekanntgegeben. Da insbesondere die damalige stimmliche Wackelkandidatin Marjorie Parascandola letzte Tests bestand, wurde die Besetzung nicht mehr geändert. Für den Bandnamen standen mit Happy Face, Évidence und L5 drei Alternativen zur Auswahl. Ende November 2001 wurde L5 als neuer Bandname bekanntgegeben.
Von der ersten Single Toutes les femmes de ta vie wurden während der ersten zwei Tage mehr als 200.000 Exemplare verkauft, ein Verkaufsstart wie es ihn in Frankreich so noch nicht gegeben hatte. Insgesamt wurden von der Single über 1,6 Millionen Exemplaren verkauft.
Die erste Konzert-Tournee von L5 führte durch Frankreich, Belgien und die Schweiz. Sie begann am 16. Mai 2002 im Atares in Le Mans und endete am 25. Juni 2002 im Parc des expositions in Reims.
Im Jahr 2007 trennte sich L5. Die Gruppe verkaufte in ihrer aktiven Karriere über 4,4 Millionen Tonträger.
Neugründungen der Band gab es 2014 und 2016. Bei der letzten Neugründung, unter dem Namen New L5, ersetzten Adeline Gomez und Julie Herbillon die seit 2007 nicht mehr für L5 aktiven Claire Litvine und Louisy Joseph.

## Bandmitglieder
Aktuelle Mitglieder
- Alexandra Canto, Spitznamen: Alex, Bilou und Nini (* 26. Juni 1978 in Marseille)
- Coralie Gelle, Spitzname: Coco (* 7. Oktober 1977 in Bressuire)
- Marjorie Parascandola, Spitzname: Margot (* 8. Oktober 1980 in Pierrelatte)
- Adeline Gomez (* 20. Januar 1986 in Pertuis)
- Julie Herbillon

Ehemalige Mitglieder
- Claire Litvine, Spitzname: Clairon (* 4. April 1972 in Pau)
- Lydy Charlotte Louisy-Joseph, Spitzname: Chacha (* 14. April 1978 in Lyon)

## Diskografie

### Alben
| Jahr | Titel       | Höchstplatzierung, Gesamtwochen, AuszeichnungChartplatzierungen (Jahr, Titel, Platzierungen, Wochen, Auszeichnungen, Anmerkungen) | Höchstplatzierung, Gesamtwochen, AuszeichnungChartplatzierungen (Jahr, Titel, Platzierungen, Wochen, Auszeichnungen, Anmerkungen) | Höchstplatzierung, Gesamtwochen, AuszeichnungChartplatzierungen (Jahr, Titel, Platzierungen, Wochen, Auszeichnungen, Anmerkungen) | Anmerkungen                             |
| Jahr | Titel       | FR | BEW | CH | Anmerkungen                             |
| ---- | ----------- | --- | --- | --- | --------------------------------------- |
| 2001 | L5          | FR1 Diamant · (31 Wo.)FR | — | CH3 Platin · (23 Wo.)CH | Erstveröffentlichung: 15. Dezember 2001 |
| 2002 | Retiens-moi | FR1 Platin · (33 Wo.)FR | — | CH14 (15 Wo.)CH | Erstveröffentlichung: 5. Oktober 2002   |
| 2004 | Le Live     | FR32 (7 Wo.)FR | — | — | Erstveröffentlichung: 8. Februar 2004   |
| 2005 | Turbulences | FR8 (12 Wo.)FR | — | CH80 (1 Wo.)CH | Erstveröffentlichung: 23. Januar 2005   |
| 2006 | Best Of     | — | — | — | Erstveröffentlichung: 2006              |

### Singles
| Jahr | Titel Album                    | Höchstplatzierung, Gesamtwochen, AuszeichnungChartplatzierungen (Jahr, Titel, Album, Platzierungen, Wochen, Auszeichnungen, Anmerkungen) | Höchstplatzierung, Gesamtwochen, AuszeichnungChartplatzierungen (Jahr, Titel, Album, Platzierungen, Wochen, Auszeichnungen, Anmerkungen) | Höchstplatzierung, Gesamtwochen, AuszeichnungChartplatzierungen (Jahr, Titel, Album, Platzierungen, Wochen, Auszeichnungen, Anmerkungen) | Anmerkungen                             |
| Jahr | Titel Album                    | FR | BEW | CH | Anmerkungen                             |
| ---- | ------------------------------ | --- | --- | --- | --------------------------------------- |
| 2001 | Toutes les femmes de ta vie L5 | FR1 Diamant · (24 Wo.)FR | BEW17 (11 Wo.)BEW | CH11 (10 Wo.)CH | Erstveröffentlichung: 1. Dezember 2001  |
| 2002 | Une étincelle L5               | FR7 Silber · (16 Wo.)FR | — | — | Erstveröffentlichung: 2. Februar 2002   |
| 2002 | Question de survie L5          | FR34 (11 Wo.)FR | — | — | Erstveröffentlichung: 27. April 2002    |
| 2002 | Aime Retiens-moi               | FR13 Gold · (18 Wo.)FR | — | CH24 (9 Wo.)CH | Erstveröffentlichung: 19. Oktober 2002  |
| 2002 | Retiens-moi                    | FR20 (15 Wo.)FR | — | CH59 (5 Wo.)CH | Erstveröffentlichung: 14. Dezember 2002 |
| 2003 | Maniac Retiens-moi             | FR9 (15 Wo.)FR | — | CH52 (7 Wo.)CH | Erstveröffentlichung: 26. April 2003    |
| 2003 | Reste encore Retiens-moi       | FR56 (8 Wo.)FR | — | — | Erstveröffentlichung: 2. November 2003  |
| 2005 | À ta liberté Turbulences       | FR31 (15 Wo.)FR | — | — | Erstveröffentlichung: 11. Juni 2005     |

Nicht als Single erschienen sind die Titel Déconnecter des Albums Turbulences und Walk Like An Egyptian des Albums Best Of. Von beiden Titeln wurden in den Jahren 2005 und 2006 lediglich Musikvideos veröffentlicht.

### Videoalben
- Comment devenir popstars. L'historie vraie du groupe. (110 Minuten, Regionalcode 2. Enthält Ausschnitte von Casting, Workshop und Tonstudio sowie einen frühen Live-Auftritt mit Toutes les femmes de ta vie und die zwei Musikvideos Toutes les femmes de ta vie und Une etincelle. Erster Verkaufstag: 6. März 2002)

- Le Live (126 Minuten, Regionalcode 0. Enthält das Konzert aus dem Zénith in Paris vom 12. Dezember 2003 und die sieben Musikvideos Toutes les femmes de ta vie, Une étincelle, Question de survie, Aime, Retiens-moi, Maniac und Reste encore. Erster Verkaufstag: 9. März 2004)

## Tourneen
- 2016–2018: New L5 en Concert
- 2019: Back to Basics Tour[5]